# Combat de Djicoroni
Guerre du Mali
Batailles
Le combat de Djicoroni se déroule lors de la guerre du Mali.

## Prélude
Après le Coup d'État militaire de 2012 au Mali, les bérets rouges du 33e régiment des commandos parachutistes prennent le parti du président Amadou Toumani Touré. Leur tentative de contre-coup d'état échoue cependant après les affrontements du 30 avril et du 1er mai.
Le 30 janvier 2013, 29 prisonniers, dont 26 parachutistes et trois civils, dont Malamine Konaré, fils d'Alpha Oumar Konaré, sont libérés après la signature par un juge d'instruction de l'ordonnance de mise en liberté. 20 personnes restent emprisonnées, néanmoins les soldats et leurs familles organisent une fête au camp de Djicoroni le 31 janvier, espérant un réconciliation de l'armée malienne. À la mi-janvier, les bérets rouge écrivent au président Dioncounda Traoré, pour demander l'autorisation d'être envoyés au nord pour combattre les islamistes. 
À l'ORTM, chaîne de la télévision nationale malienne, le général Tahirou Dembélé, chef d'état-major, déclare que les Bérets rouges vont être envoyés au front combattre les groupes islamistes aux côtés des soldats français, cependant si le régiment n'est pas officiellement dissout, les soldats seront affectés dans différentes unités. 417 hommes rejoignent leurs unités d'affectation mais 800 restés à Bamako refusent la dispersion du régiment.

## Déroulement
Le 8 février des combats éclatent au camp de Djicoroni où les bérets rouges vivent avec leurs familles. Les deux camps se rejettent mutuellement la responsabilité du combat. Selon le ministère de la défense les bérets rouges se révoltent à la suite de mesures disciplinaires prises contre eux. À l'inverse, les parachutistes accusent le bérets verts, anciennes forces putschistes du capitaine Amadou Sanogo d'avoir prémédité l'attaque.
Selon les déclarations d'un médecin habitant le camp des paras, les gardes nationaux et les gendarmes investissent le camp à 5 heures du matin : « Ils ont tiré dans le camp, fait des tirs de sommation. Ensuite, un jeune de 18 ans aurait été tué par balle. On dénombre cinq femmes et une dizaine d’enfants blessés par balle. » Les soldats attaquants appartiennent à la Garde et à la Gendarmerie nationale, à la Police, à l’Armée de l’Air et aux Bérets verts, avec notamment un blindé BRDM-2.
Les premiers coups de feu auraient éclaté à 7 heures du matin et les affrontements se seraient prolongés jusqu'à la mi-journée. Selon un riverain : « Il y a des bérets verts qui sont venus encercler le camp. Après cela, des enfants et des femmes pourchassés sont sortis. J’ai vu des femmes et des enfants des bérets rouges courir derrière les bérets verts. Les forces de l’ordre n’ont pas tiré, elles se sont mises à courir aussi, elles sont partis. Et puis ensuite, des renforts sont venus vers 7 h du matin. »

## Bilan
D'après le premier bilan d'un responsable militaire, le combat a fait un mort et une demi-douzaine de blessés, il ajoute que « Les blessés, c’est des deux côtés, le mort, de leur côté (des Bérets rouges). » Un civil affirme avoir vu trois morts après les combats, un garçon et deux femmes, et cinq femmes blessées par balle.
Selon le communiqué du gouvernement malien, deux adolescents ont été tués et 13 personnes blessées, dont trois gravement. Selon les bérets rouge, six personnes ont été tuées, dont deux femmes et quatre jeunes, tandis que d'après un porte-parole de l'armée il y a trois morts des deux côtés.